# Messier 36
Messier 36 (M36) eller katalogiserad som NGC 1960, är en öppen stjärnhop i stjärnbilden Kusken. Den upptäcktes av Giovanni Battista Hodierna före 1654, som beskrev den som en nebulös fläck. Hopen upptäcktes självständigt av Guillaume Le Gentil 1749, sedan observerade Charles Messier den 1764 och lade till den i sin katalog.

## Egenskaper
Messier 36 befinner sig ungefär 4 340 ljusår (1 330 pc) bort från jorden och är omkring 14 ljusår i diameter. Messier 36 påminner mycket om stjärnhopen Plejaderna och om båda skulle befinna sig på samma avstånd från jorden skulle Messier 36 ha samma skenbara magnitud.
Denna stjärnhop har en vinkeldiameter på 10 bågminuter och en kärnradie på 3,2 bågminuter. Den har en massa på ungefär 746 solmassor och en linjär tidvattenradie på 10,6 ± 1,6 parsec (34,6 ± 5,2 ljusår). Baserat på fotometri har åldern på stjärnhopen uppskattats av Wu et al. (2009) till 25,1 miljoner år och 26,3+3,2
−5,2 av Bell et al. (2013). Luminositeten hos de stjärnor som ännu inte har förbrukat dess litium tyder på en ålder av 22 ± 4 miljoner år, i god enighet med dessa äldre uppskattningar.
Messier 36 innehåller tio stjärnor med en styrka av magnitud minst 10, och 178 stycken ner till magnitud 14. 38 ingående stjärnor visar överskott av infraröd strålning, med en som är särskilt hög. Det finns en förmodad variabel stjärna av spektraltyp B, av 9:e magnituden.

## Karta

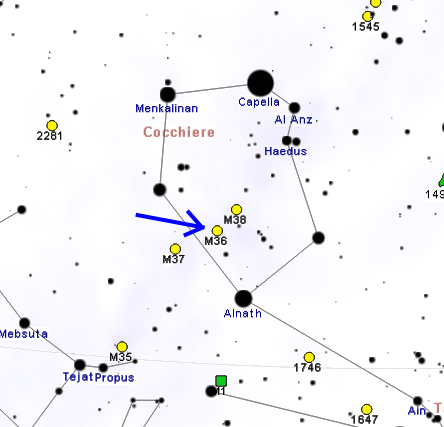
Map